# إليوت كريسون
إليوت كريسون (2 مارس 1796 - 20 فبراير 1854) فاعل خير أمريكي تبرع بالمال لعدد من القضايا بعد مسيرة مهنية قصيرة في الأعمال التجارية. أسس وسام إليوت كريسون من معهد فرانكلين في عام 1848، وساعد في تأسيس وإدارة مدرسة فيلادلفيا للتصميم للنساء، والتي تُعرف اليوم بكلية مور للفنون والتصميم. كريسون عضو في جمعية الأصدقاء الدينية (الكويكرز) ومؤيد قوي لفرع فيلادلفيا لجمعية الاستعمار الأمريكية، وهي مجموعة تحارب العبودية والتي نقلت العبيد السابقين والأمريكيين الأفارقة الأحرار إلى مستعمرات في ليبيريا. أطلق على كريسون لقب «الصديق الأكثر عدوانية الذي حظيت به الجمعية على الإطلاق».

## ليبيريا
اهتم كريسون بفكرة نقل العبيد المحررين والمواطنين الأمريكيين من أصل أفريقي إلى أفريقيا، وهي فكرة شاركها لبضع سنوات في أواخر عشرينيات القرن التاسع عشر وليم لويد غاريسون وهو أحد دعاة الإبطالية في بوسطن. شعر كريسون أن العبيد السابقين، المحاطين بأشخاص بيض ذوي إمكانيات أكبر، وجدوا صعوبة بالغة في رفع استحقاقهم. كان اعتقاده أن الظروف الجديدة في ثقافة السود في المقام الأول من شأنها أن تحدث تغييرًا مفيدًا في شخصية العبيد السابقين. انضم كريسون إلى منظمة فيلادلفيا المعروفة باسم جمعية استعمار الشباب، وهي فرع من جمعية الاستعمار الأمريكية، وسرعان ما أصبح العضو الأقوى والأكثر نشاطًا. ابتداءً من عام 1830، رأى كريسون في الشؤون المالية للمنظمة الوطنية نقصًا في المساءلة وارتفاعًا في الديون، وحذرهم من مثل هذه الحماقة المالية.
في 1832-1833، سافر كريسون إلى إنجلترا وليبيريا للترويج للقضية. لقد انضم إلى الجهود التي بذلها المساعدون في فيلادلفيا ومدينة نيويورك للعمل بشكل أكثر استقلالية. أسست مجموعة فيلادلفيا ميناء كريسون (اليوم بوكانان، ليبيريا) بهدف أن يسيطر المستوطنون السود الجدد على نهر سانت جون وبالتالي وقف تدفق نحو 1,200 عبد شهريًا. سافر كريسون إلى ليبيريا في أوائل عام 1833 للمساعدة في إنشاء المستعمرة، وهو في الطريق أرسلت ليديا سيغورني قصيدة اختتمتها بما يلي:
يد أفريقيا الحزينة قيدتك،
ومن جواهرها النادرة؛
تعويذتها تدور حولك،
صلاتها الدامعة والممتنة.
انطلق –سلام الله عليك!
لكل البشرية صديق؛
ليكن كأسك مليئَا بالبركة،
أينما يممت شطرك!
بحلول عام 1833، استنكر غاريسون جهود جمعية الاستعمار الأمريكية، قائلًا إنها مجرد إدامة للعبودية. عمل كريسون على وقف الضرر الناجم عن انقلاب غاريسون، وكتب لغاريسون مباشرة في مناسبتين. على الرغم من جهوده، ألقي اللوم جزئيًا عليه في انسحاب بعض مساعدي الولاية الجنوبية من المنظمة الوطنية.
هاجم رجال قبيلة باسا بتحريض من تجار العبيد الإسبان مستعمرة ميناء كريسون في عام 1835. دُمرت جميع المباني، وقتل 20 من أصل 126 مستعمرًا، وفر الباقون إلى مستعمرة إيدينا القريبة. بعد شهر، تأسست مستعمرة جديدة في باسا كوف.
بفضل جهود كريسون ونظيره في نيويورك، مرت جمعية الاستعمار الأمريكية بفترة إعادة تنظيم، مع وضع المسؤولية المالية في المقام الأول على قائمة التغييرات. سافر كريسون إلى الجنوب في أواخر ثلاثينيات القرن التاسع عشر للترويج لاستعمار ليبيريا، وكتب في عام 1840 أن المنطقة بأكملها، وخاصة كنتاكي، بدت مستعدة لإرسال عبيدها إلى ليبيريا. كان يُنظر إلى تحرير العبيد على أنه مرهون بالكامل بإبعادهم عن الولايات المتحدة. توقع أصحاب العبيد التعويض عن فقدان العمال.

## معهد فرانكلين
في أواخر عام 1824، ترشح كريسون وانتخِب لعضوية معهد فرانكلين، ليصبح عضوًا مدى الحياة. في عام 1846، أعلن عن نيته إنشاء صندوق الميدالية. في عام 1848، قدم كريسون 1000 دولار لإنشاء وسام إليوت كريسون، وهو ميدالية ذهبية تُمنح «لبعض الاكتشافات في الفنون والعلوم، أو لاختراع أو تحسين بعض الآلات المفيدة، أو لبعض العمليات الجديدة أو مجموعة من المواد في المصنوعات، أو لمهارة الإبداع أو الكمال في الصنعة». مُنحت الميدالية لأول مرة في عام 1875 لستة شركات أو أشخاص.